# Parauxa striolata
Parauxa striolata là một loài bọ cánh cứng trong họ Cerambycidae.